# Стрмачка
Стрмачка је насељено место у општини Цетинград, на Кордуну, Карловачка жупанија, Република Хрватска.

## Географија
Стрмачка се налази око 3,5 км западно од Цетинграда.

## Историја
Стрмачка се од распада Југославије до августа 1995. године налазила у Републици Српској Крајини. До 1991. била је у саставу насељеног места Цетински Варош, а од 2001. је самостално насеље. До територијалне реорганизације у Хрватској налазила се у саставу бивше велике општине Слуњ.

## Становништво
Према попису становништва из 2011. године, насеље Стрмачка је имало 23 становника.

### Број становника по пописима
| Националност   | 2001. | 1991. | 1981. | 1971. | 1961. | 1953. | 1948. | 1931. | 1921. | 1910. | 1900. | 1890. | 1880. | 1869. | 1857. |
| бр. становника | 22    | %     | %     | 48    | 45    | 59    | %     | %     | %     | %     | %     | %     | %     | %     | %     |

- напомене:

У 2001. настало издвајањем из насеља Цетински Варош. Као део насеља исказивано од 1953. Од 1857. до 1948 те у 1981. и 1991. подаци садржани у насељу Цетински Варош.